# Islam en Chile

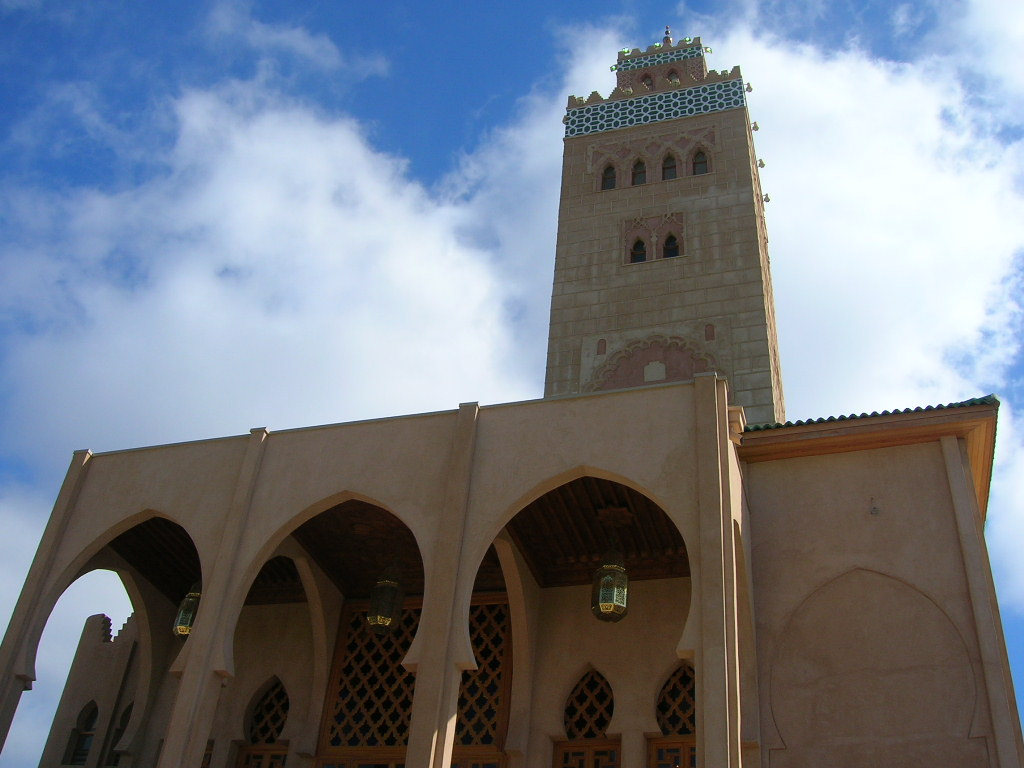
Mezquita de Coquimbo, Chile.

El islam en Chile es profesado actualmente por más de 3300 musulmanes según el censo del año 2012, siendo una religión minoritaria en el país. Hay un número de organizaciones islámicas en Chile, incluyendo la Sociedad Musulmana de Chile y Mezquita As-Salam en Santiago de Chile, la Mezquita Bilal en Iquique, el Centro Mohammed VI para el Diálogo de las Civilizaciones en Coquimbo, y el Centro de Cultura Islámica en Las Condes.

## Historia

### Llegada de árabes al país
De acuerdo a las Crónicas de la Historia de Chile de Aurelio Díaz Meza, había un hombre en la expedición del descubridor Diego de Almagro, llamado Pedro de Gasco, que era un morisco, o moro de al-Ándalus en España, quien fue forzado a convertirse del islam al catolicismo. La llegada de los moriscos fue cubierta por la historia pero, recientemente, estudiantes de historia de Chile han comenzado a reconocer la herencia de los moros en el país y sus efectos en el desarrollo de la cultura chilena y su identidad.
La principal ola de inmigración musulmana a Chile comenzó en 1856 con la llegada de inmigrantes árabes desde los territorios del Califato Otomano —lo que es actualmente Israel, el Líbano, Palestina y Siria—, quienes fundaron varias organizaciones a lo largo del país siendo la Sociedad Unión Musulmana de Chile fundada en 1926 la única que llegara hasta los 90.

### Primera mezquita de Chile
En 1988, la construcción de la mezquita de Santiago de Chile fue iniciada por el Sheij el Hayy Taufiq Rumie', el carismático líder musulmán que había dirigido la comunidad musulmana por más de sesenta años. Taufiq Rumie' pudo ver hecho realidad el sueño de su vida: la construcción de la primera mezquita en Chile, la mezquita As-Salam, en 1988 gracias al aporte de la comunidad en la compra del terreno y al apoyo de la Liga del Mundo Islámico en la construcción del edificio. La mezquita fue finalizada en 1989 y fue inaugurada por el príncipe de Malasia en 1996. En ese entonces, el ministerio del Awqaf de Egipto comenzó el envío de imanes de la universidad de Al Azhar a Chile, en la actualidad la mezquita As Salam es dirigida por religiosos sudafricanos de origen indio-paquistaní con estudios teológicos en Sudáfrica en la escuela de Dar al-Uloom, de línea hanafi y tabligh. En 1996, los chiitas inauguraron el Centro de Cultura Islámica en Las Condes, Santiago, en donde se consolida esta comunidad gracias al apoyo académico de religiosos llegados desde Argentina e Irán.

### Conversión de chilenos al islam
A fines de los años 1980, algunos chilenos se convirtieron al islam. Las conversiones se incrementaron tras la finalización de la mezquita, pasando a integrar un nuevo elemento en la sociedad islámica de Chile. Al fallecer el Hayy Taufiq Rumié, Usama Abu Gazaleh fue elegido presidente de la Sociedad Unión Musulmana y de la mezquita siguiendo el paso de Taufiq Rumie' en 1998, hasta que poco a poco la comunidad Jamaat Tabligh tomó el mando del recinto en Ñuñoa-Santiago. 
En 1997, comerciantes pakistaníes compraron terrenos para la construcción de la mezquita Bilal y madraza en Iquique, que fue completada en 1999. En 2006, fue inaugurada la mezquita de Coquimbo, en la ciudad homónima perteneciente a la Embajada de Marruecos y que funciona como centro cultural.

## Los movimientos islámicos de Chile

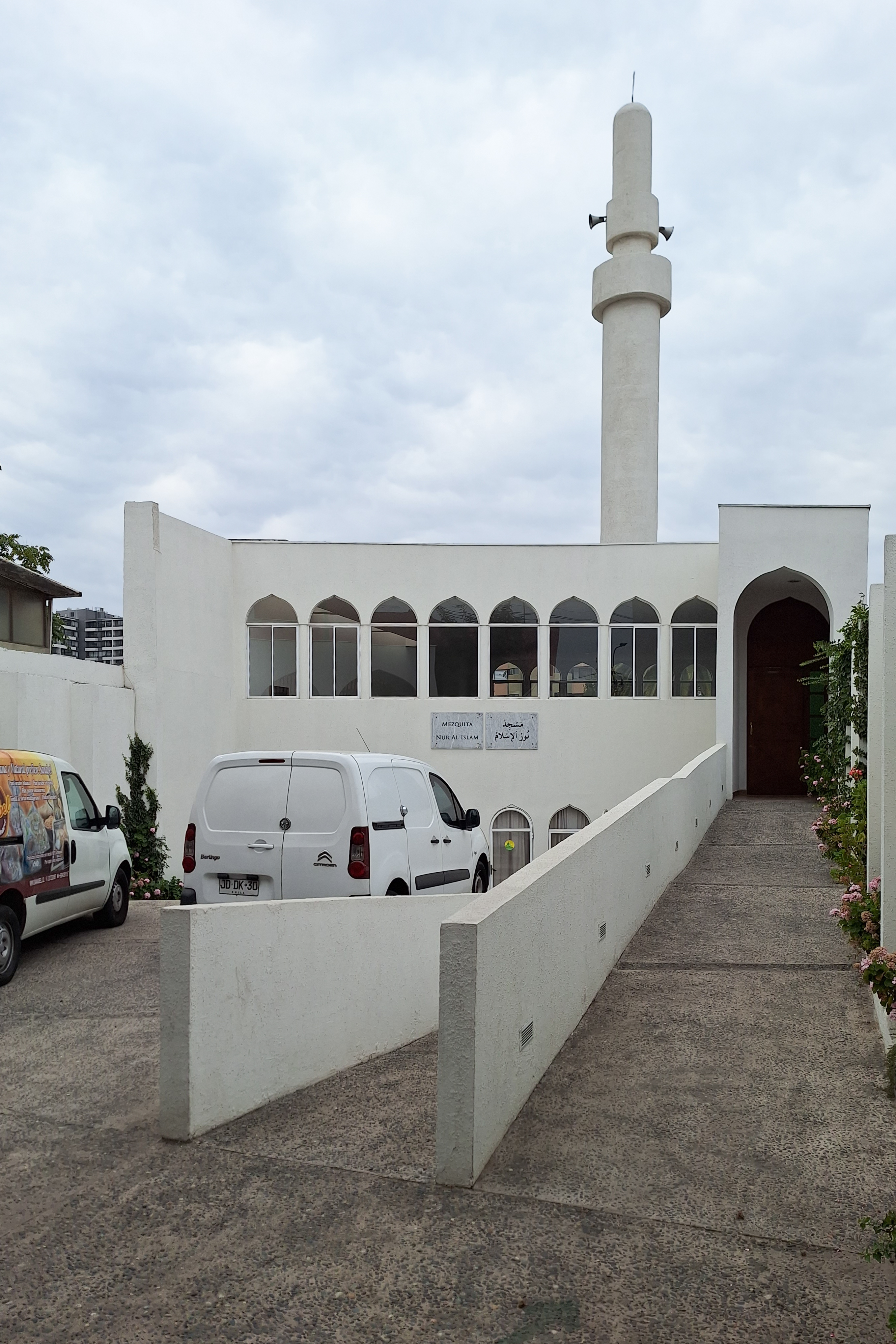
Mezquita Nur Al-Islam, en San Bernardo, Santiago.

El Centro Islámico del Norte, practica el sunnismo según el ritual de la escuela de jurisprudencia hanafí, acoge también a la "Jamaat Tabligh", un grupo con ideas renovadas, que data de 1920, proveniente del movimiento deobandi de la Universidad de Deoband en India. Poseen una escuela y el primer cementerio musulmán del norte de Chile.
El Centro Islámico de Chile, administra actualmente la Mezquita As Salam de Ñuñoa, en Santiago y la Mezquita Nur al Islam de San Bernardo, donada por inmigrantes sirios y abriendo sus puertas a toda la comunidad sunita. Poseen el primer cementerio musulmán de Chile y una escuela, además de ser el primer organismo en Chile en brindar certificación halal dentro Chile con un amplio reconocimiento internacional.
El centro Islámico de la Quinta Region o Mezquita de Viña del Mar, 
El Centro de Certificación Halal de Chile
"Chilehalal", ONG con oficinas en Marchant Pereira en Santiago de Chile, certificadora halal de Chile, organiza anualmente la Halal Expo Latino Americana, en 2018 tuvo lugar el 11 y 12 de noviembre de 2018 la Séptima Edición,  en la ciudad de Santiago, evento dedicado exclusivamente al Halal en América Latina, con la presencia de varios representantes de los países islámicos y no islámicos.
Fundación Islámica de Chile
La Fundación Islámica de Chile, establecida en 2022, es una organización dedicada a acercar a las personas al Islam. Su objetivo principal es la distribución de material islámico en el país. Además, la fundación organiza talleres de idioma árabe, participa en ferias del libro y exhibiciones culturales, publica y traduce material islámico, y ofrece asesoría a nuevos musulmanes, entre otras actividades.
Por otro lado, los chiitas han desarrollado un amplio trabajo de diálogo interreligioso￼￼. Esta comunidad no tiene como prioridad la conversión aunque sí posee libros traducidos directamente desde el árabe al castellano cuya biblioteca está abierta al mundo académico.
Otros centros no religiosos, pero culturales con aspectos islámicos, son la mezquita de Coquimbo, como muestra cultural por parte del gobierno de Marruecos, y la Fundación Catarata Chileno-Turca que sigue las directrices de su guía, el maestro sufí Fethullah Gülen.
Algunos musulmanes chilenos han emigrado a estudiar la religión en países islámicos, como Arabia Saudí , Egipto e Irán. También muchos chilenos se han agrupado en torno al sufismo ampliamente criticado por el islam sunita tradicionalista.